# Kurkölnische Judenordnung von 1599
Die Kurkölnische Judenordnung von 1599 war eine Judenordnung für das Erzstift Köln, die die Bedingungen der Niederlassung und die wirtschaftlichen Rahmenbedingungen für die Judenschaft im Territorium des Erzstifts und seinen Nebenländern regelte. 
Bereits im Jahr 1592 erließ Kurfürst und Erzbischof Ernst von Bayern (1554–1612) die erste Judenordnung für das Erzstift. Diese und die folgenden Ordnungen bildeten auch die rechtliche Grundlage für die jüdische Bevölkerung im Herzogtum Westfalen. Die Judenordnung von 1599 war in vielen Teilen identisch mit der von 1592. Die Abweichungen betreffen:
- An hohen christlichen Feiertagen und bei Prozessionen sollen die Juden ihre Häuser und Wohnungen nicht verlassen
- Den Juden ist verboten unter einem Dach mit Christen zu wohnen
- An Sonn- und Feiertagen sollen sie wie die Christen ihre Läden geschlossen halten
- Das Eintreiben von Schulden an Sonn- und Feiertagen wurde verboten
- Die Juden durften Kredite gegen Zins und Stellung von Pfändern geben, wobei auf Haus- und Grundbesitz sind verliehen werden durfte
- Außer als Glasmacher durften die Juden als Kaufleute, Händler oder Handwerker nicht tätig sein
- Die Schlachtung von Vieh und den Handel mit Fleisch wurde ihnen nur für den eigenen Verbrauch gestattet
- Die Verpflichtung einen gelben Ring auf ihrer Kleidung zu tragen wurde aufgehoben und in der Judenordnung von 1686 wieder eingeführt.